# BLS Ae 6/8
Les locomotives Ae 6/8 furent utilisées en Suisse sur le réseau ferroviaire du BLS en remplacement des Be 5/7, construites 13 ans plus tôt, qui se faisaient obsolètes.

## Historique
Les Ae 6/8 (dénomination UIC Ae 015) furent construites entre 1926 et 1943 pour l'ancienne Compagnie du chemin de fer des Alpes bernoises Berne-Lötschberg-Simplon (BLS) et portèrent les numéros 201 à 208. Elles seront surtout les premiers modèles à se démarquer du parc moteur du BLS et des CFF par l'introduction de la commande individuelle des essieux moteurs (faux, l'Ae 3/6 I CFF de 1920 a une commande individuelle des essieux moteurs, ici avec une transmission Buchli!). Effectivement, il était temps de remplacer les entraînements à bielles par un système moderne, plus fiable et moins contraignant.
Mais il fallait surtout pouvoir assurer une traction plus rapide avec des trains devenant surtout plus lourds. Le BLS se devait d'être capable de tracter des trains de 600 tonnes sur des pentes de 27 pour mille à une vitesse de 50 km/h. Elle était la concurrente directe des Ae 3/6 III des CFF qui assuraient les mêmes services, mais seulement à la vitesse de 35 k/h de moyenne (encore faux, les Ae 3/6 III dites "grandes" Sécheron à transmissions Westinghouse comme les Be 6/8 201-204 Breda, n'ont été conçues que pour le trafic léger en Suisse romande, comme les "petites" Ae 3/5 CFF!).

## Construction et livraison
Le cahier des charges imposait une vitesse de 75 km/h maximale, puis fut portée à 100 km/h pour le trafic voyageur dans le Mittelland. Deux locomotives (201 et 202) furent commandées par le BLS auprès de la Société Anonyme des Ateliers de Sécheron (SAAS) à Genève pour la partie électrique et Breda (Italie) pour la partie mécanique. La livraison de celles-ci eut lieu en 1926. C'est en 1929 qu'une nouvelle livraison de deux machines (203 et 204) arriva au BLS. Les quatre premières locomotives portaient le nom Be 6/8, puis Ae 6/8. De par leur constructeur, elles ont été appelées "locomotives Breda". En 1939, une nouvelle commande de quatre unités (205 à 208) fut passée par le BLS. La partie électrique fut toujours confiée à  la Société Anonyme des Ateliers de Sécheron (SAAS) à Genève, mais ce fut la fabrique suisse de locomotives SLM à Winterthour qui fut chargée de réaliser toute la partie mécanique. Avec ce changement de constructeur, la première série de locomotives (201-204) fut quelque peu modernisée. Elles subirent un changement de leurs entraînements et perdirent leurs passerelles d'intercirculation entre la locomotive et les wagons. Cependant, la livraison des locomotives 205 à 208 fut très retardée par la seconde guerre mondiale et eut lieu seulement en 1943.

## Utilisation
Les deux premières locomotives servirent pour le transport de charbon de 550 tonnes au travers du tunnel du Lötschberg. En 1929 toujours, la charge admissible fut augmentée et passa ainsi à 600 tonnes. Quelques machines furent louées occasionnellement par les CFF en renfort sur la ligne su Saint-Gothard.
Jusqu'à l'introduction des Ae 8/14 des CFF, l'Ae 6/8 fut la locomotive la plus puissante du monde.

## Historique des locomotives
Liste des destructions et des préservations des machines
- 201 (015 201-7) - Mise hors service en 1977 et fut détruite. BLS Ae 015 205, Ausserberg

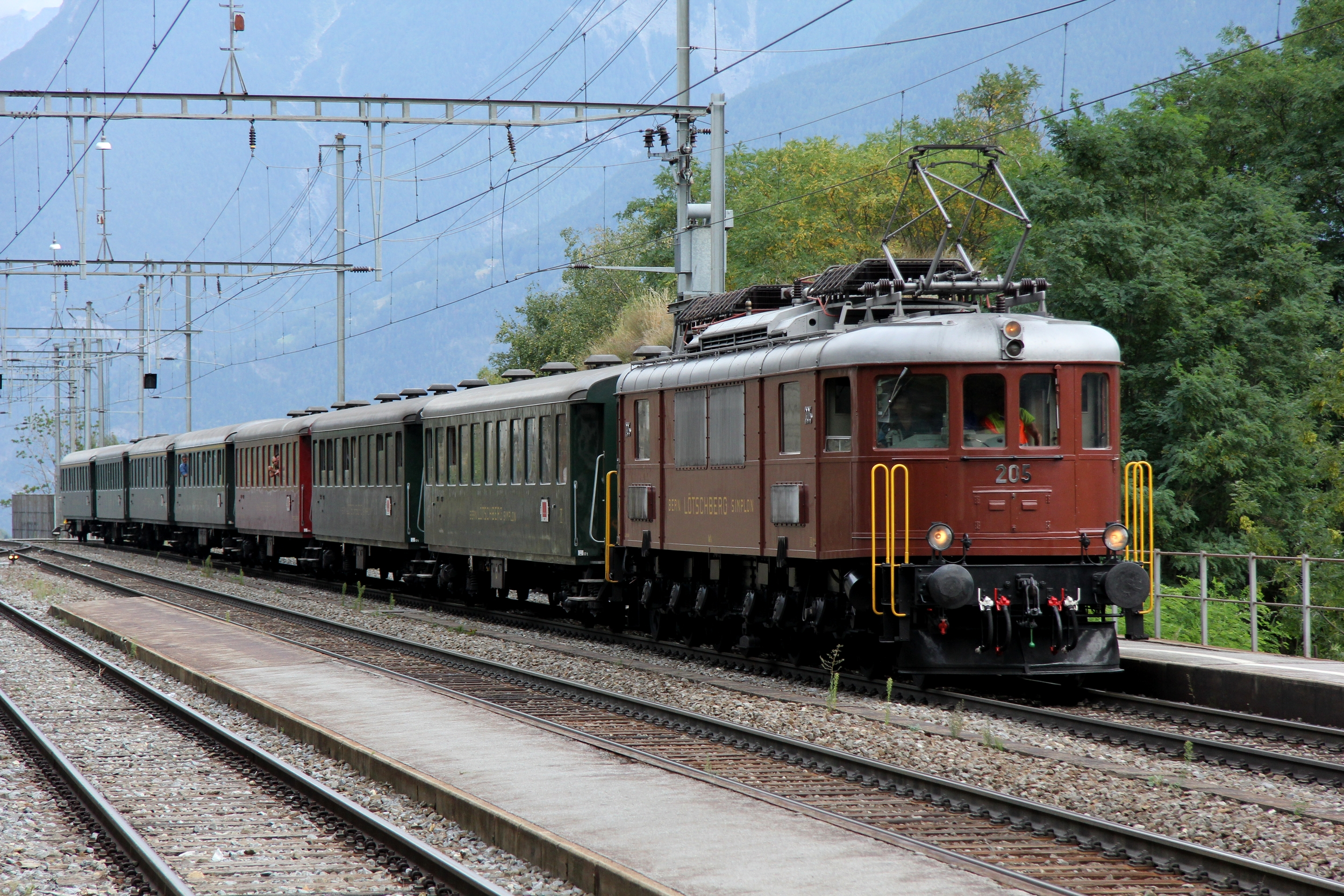
BLS Ae 015 205, Ausserberg

- 202 (015 202-5) - Mise hors service en 1984 et fut détruite.
- 203 (015 203-3) - Mise hors service en 1989 et fut détruite.
- 204 (015 204-1) - Mise hors service en 1985 et fut détruite.
- 205 (015 205-8) - Locomotive historique du BLS attachée au dépôt de Spiez..
- 206 (015 206-6) - Propriété de Swiss Classic Train
- 207 (015 207-4) - Mise hors service en 1995 et fut détruite.
- 208 (015 208-2) - Propriété de Swisstrain